# ستيف شرلوك
ستيف شرلوك (بالإنجليزية: Steve Sherlock)‏ هو لاعب كرة قدم بريطاني في مركز ظهير ‏، ولد في عقد 1950 في برمنغهام في المملكة المتحدة. لعب مع ستوكبورت كونتي وفوريست غرين وكارديف سيتي ومانشستر سيتي ونادي لوتون تاون ونيوبورت كونتي.